# UAE Team ADQ

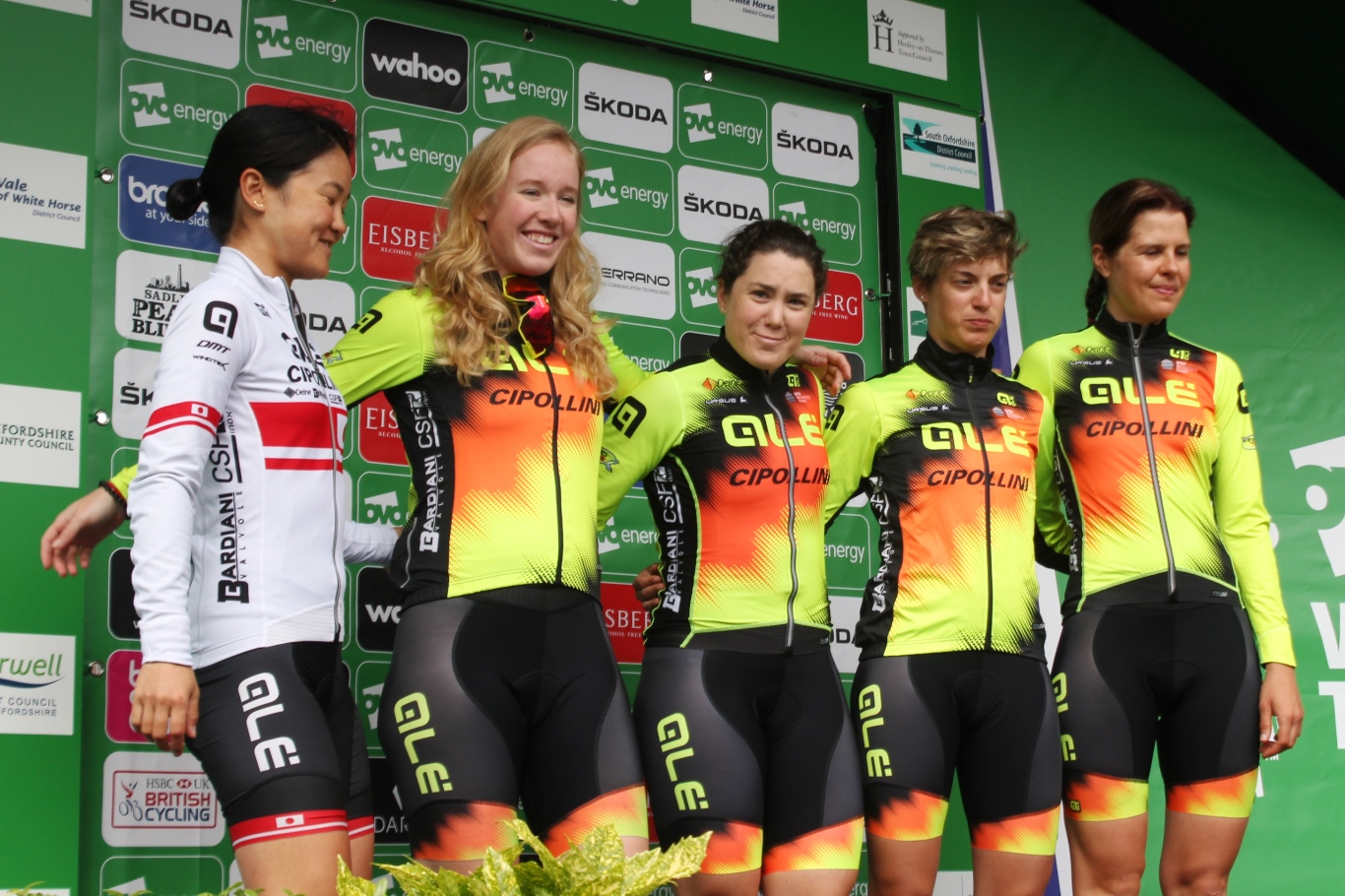
De ploeg in The Women's Tour 2019.

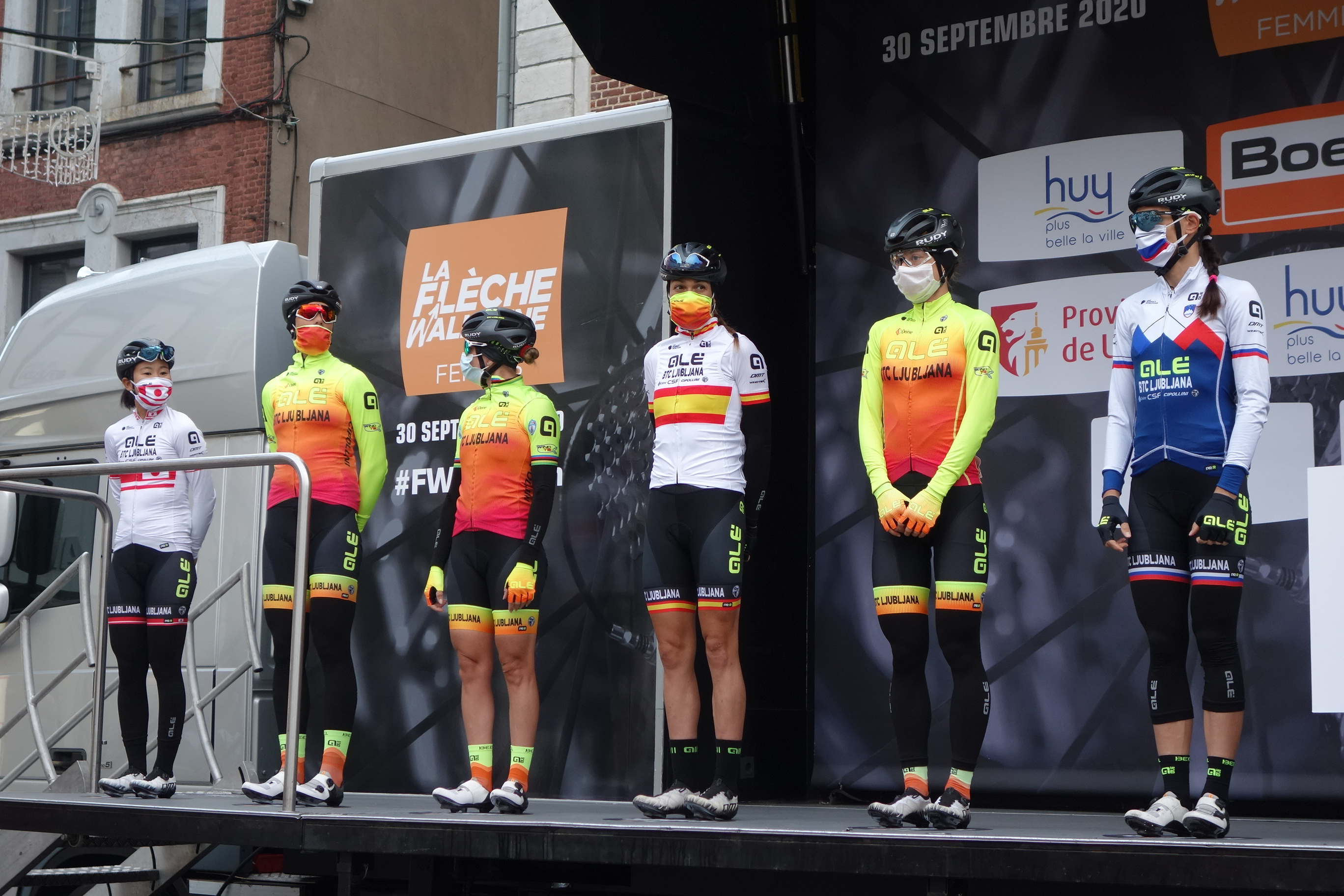
De ploeg in de Waalse Pijl 2020.

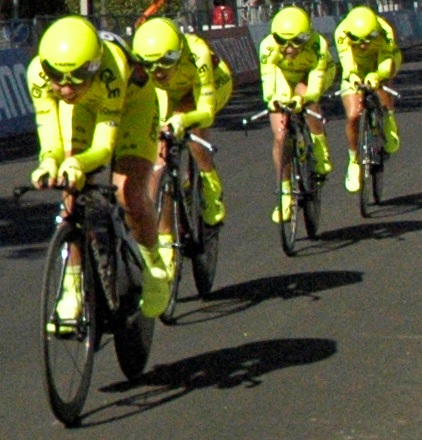
WK ploegentijdrit 2013 in Florence.

UAE Team ADQ is wielerploeg voor vrouwen welke vanaf 2022 op een licentie van de Verenigde Arabische Emiraten uitkomt. De ploeg werd in 2011 onder Italiaanse vlag opgericht. Het is de tegenhanger van de mannenwielerploeg UAE Team Emirates.

## Geschiedenis
Als Alé BTC Ljubljana maakte het team (onder verschillende namen) vanaf 2011 deel uit van het peloton, waarbij werd gekoerst op het fietsen van het merk van voormalig wielrenner Mario Cipollini, dat tevens naamsponsor was sinds de oprichting tot en met 2019. Kenmerkend voor de ploeg was het tenue in fluorescerend geel.
Van 2011 tot en met 2016 bestond het team met name uit Italiaanse rensters zoals Marta Bastianelli, Elena Cecchini, Tatiana Guderzo en Barbara Guarischi.
Voor het seizoen 2017 werd het team versterkt met acht nieuwe rensters, waarvan slechts twee Italiaanse, waardoor het team een internationaler karakter kreeg. Ook verliet een aantal rensters de ploeg: de Poolse Małgorzata Jasińska vertrok naar Cylance en de Zweedse Emilia Fahlin ging na één seizoen terug naar haar vorige ploeg Wiggle High5. De nieuwkomers voor 2017 waren de Australiërs Carlee Taylor (Liv-Plantur) en topsprintster Chloe Hosking (Wiggle High5), de Nederlandse Janneke Ensing (Parkhotel Valkenburg), de Belgische Anisha Vekemans (Lotto Soudal Ladies), de Duitse Romy Kasper (Boels Dolmans), de Litouwse Daiva Tušlaitė (Inpa-Bianchi) en de Italianen Soraya Paladin (Top Girls Fassa Bortolo) en neoprof Martina Stefani.
Na 2017 verliet Martina Alzini de ploeg en Carlee Taylor sloot haar carrière af in januari van 2018 na de Tour Down Under. Het team kreeg versterking van de Italiaanse neo-prof Sofia Nilda Frometa Leonard, de Japanse Mayuko Hagiwara (Wiggle High5) en de Nederlanders Roxane Knetemann (FDJ Nouvelle-Aquitaine Futuroscope) en Karlijn Swinkels (Parkhotel Valkenburg-Destil).

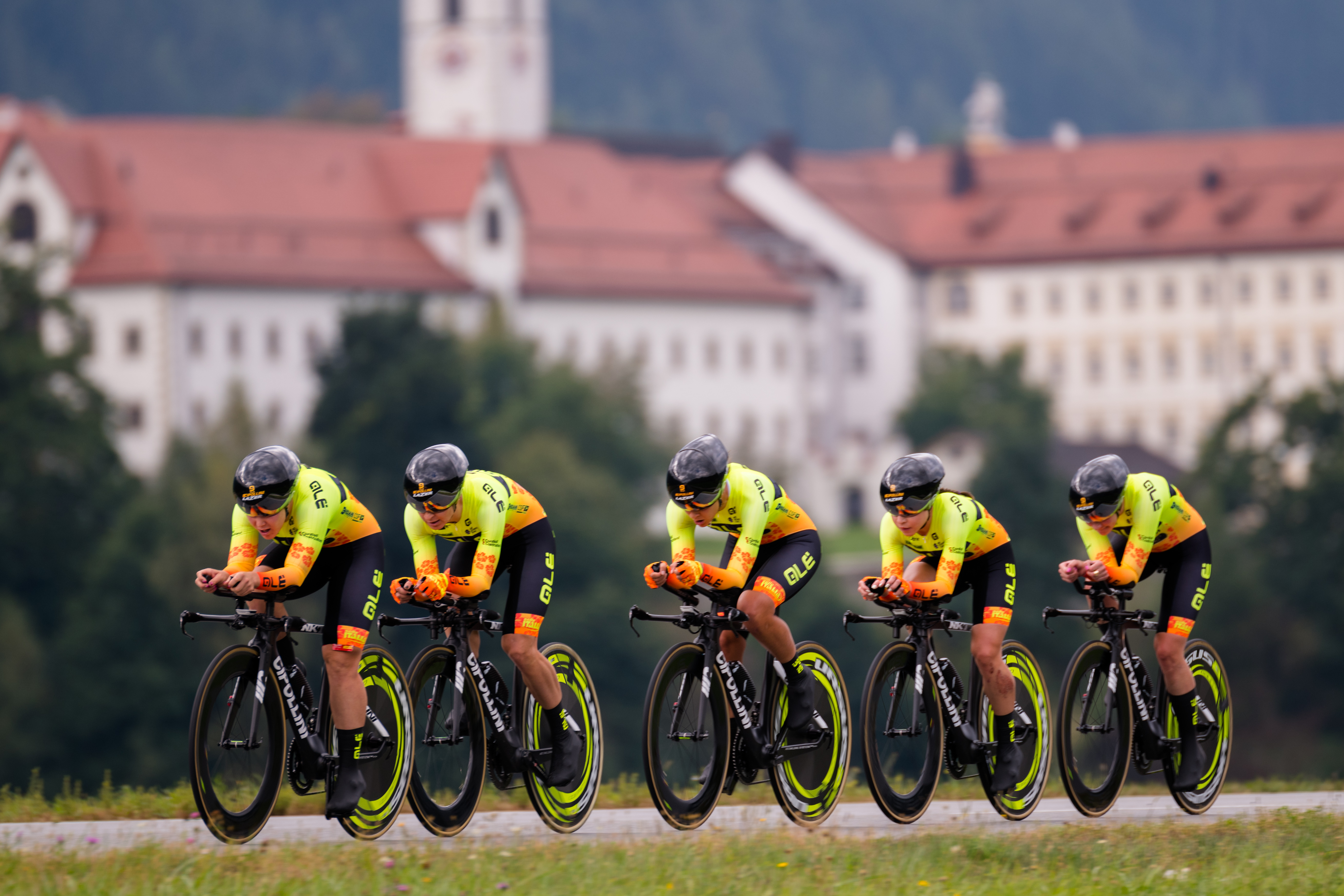
WK ploegentijdrit 2018 in Innsbruck.

In 2018 was het team succesvol met de topsprinters Hosking (die o.a. de wegrit won op de Gemenebestspelen) en Bastianelli, die Europees kampioene werd in Glasgow en diverse Belgische voorjaarsklassiekers wist te winnen, waaronder de World Tourwedstrijd Gent-Wevelgem. Na het seizoen werd bekend dat Bastianelli de ploeg zou verlaten, net als Roxane Knetemann, Janneke Ensing, Anisha Vekemans, Ane Santesteban, Mayuko Hagiwara en Daiva Tušlaitė. Voor 2019 werd de ploeg versterkt met o.a. Marjolein van 't Geloof, de Japanse Eri Yonamine en de Servische Jelena Erić.
In september 2019 werd bekend dat de ploeg een van de acht ingeschreven ploegen was voor de UCI Women's World Tour 2020. Ook werd bekend dat de Sloveense ploeg BTC City Ljubljana zal stoppen en dat diens hoofdsponsor overstapt naar Alé dat voortaan Alé BTC Ljubljana ging heten. Samen met de sponsor stapten ook zes (van de zestien) rensters mee over, te weten: de Nederlandse Maaike Boogaard, de Russische Anastasia Chursina en de Slovenen Eugenia Bujak, Urška Bravec, Urša Pintar en Urška Žigart. Verder kwam Italiaans kampioene Marta Bastianelli terug na een jaar bij Team Virtu en haar landgenote Tatiana Guderzo kwam terug na vijf jaar elders. De overige aanwinsten waren de Spaanse Mavi García van Movistar Team en Jutatip Maneephan uit Thailand. Enkel de Italiaanse Trevisi en Japans kampioene Yonamine bleven over van het team in 2019. Elf van de dertien rensters vertrokken: kopvrouw Chloe Hosking verhuisde naar Rally UHC Women, Soraya Paladin ging naar CCC-Liv en de Nederlanders Karlijn Swinkels en Marjolein van 't Geloof stapten over naar respectievelijk Parkhotel Valkenburg en Drops Cycling Team.

## Belangrijke overwinningen
2011
3e etappe Ladies Tour of Qatar: Monia Baccaille
1e etappe (TTT) Tour de Berlin
1e etappe (TTT) La Coupe Du Président De La Ville De Grudziadz
5e etappe Giro Rosa: Nicole Cooke
GP Cento Carnevale d'Europa: Monia Baccaille
2012
 Italiaans kampioen tijdrijden: Tatiana Guderzo
 Eindklassement Trophée d'Or Feminin: Elena Cecchini
1e etappe: Elena Cecchini
3e etappe: Susanna Zorzi
 Eindklassement Giro della Toscana: Małgorzata Jasińska
2e etappe: Małgorzata Jasińska
Grand Prix de Dottignies: Monia Baccaille
2e etappe Ronde van Chongming: Monia Baccaille
2013
 Italiaans kampioen tijdrijden: Tatiana Guderzo
 Russisch kampioen tijdrijden: Tatjana Antosjina
 Bergklassement GP Elsy Jacobs: Valentina Scandolara
 Beste Italiaanse Giro Rosa: Tatiana Guderzo
5e etappe Energiewacht Tour: Valentina Carretta
2e etappe Tour Féminin en Limousin: Tatjana Antosjina
6e etappe Thüringen Rundfahrt: Valentina Scandolara
7e etappe Thüringen Rundfahrt: Tatiana Guderzo
6e etappe Holland Ladies Tour: Tatiana Guderzo
2014
 Sprintklassement Energiewacht Tour: Marta Tagliaferro
 Sprintklassement Vuelta a Costa Rica: Shelley Olds
3e en 5e etappe: Shelley Olds
 Puntenklassement Trophée d'Or Féminin: Barbara Guarischi
Ploegenklassement
3e etappe: Barbara Guarischi
 Eindklassement Giro della Toscana: Shelley Olds
 Puntenklassement: Shelley Olds
 Bergklassement: Małgorzata Jasińska
Proloog en 1e etappe: Shelley Olds
2e etappe: Małgorzata Jasińska
GP Comune di Cornaredo: Shelley Olds
Winston-Salem Cycling Classic: Shelley Olds
2e etappe La Route de France: Barbara Guarischi
2015
 Pools kampioen op de weg: Małgorzata Jasińska
 Jongerenklassement Ladies Tour of Qatar: Beatrice Bartelloni
1e etappe: Annalisa Cucinotta
 Bergklassement Giro Rosa: Flávia Oliveira
4e etappe: Annalisa Cucinotta
 Eindklassement Giro della Toscana: Małgorzata Jasińska
2e etappe: Małgorzata Jasińska
3e etappe (ITT) Vuelta a Costa Rica: Flavia Oliveira
2e etappe Ronde van Noorwegen: Shelley Olds
La Madrid Challenge by La Vuelta: Shelley Olds
2016
Open de Suède Vårgårda (WWT): Emilia Fahlin
2e en 4e etappe Trophée d'Or: Marta Bastianelli
Omloop van het Hageland: Marta Bastianelli
GP della Liberazione: Marta Bastianelli
5e etappe Gracia Orlová: Marta Tagliaferro
2e etappe Tour de San Luis: Marta Tagliaferro
GP San Luis: Małgorzata Jasińska
2017
 Litouws kampioen op de weg: Daiva Tušlaitė
3e etappe OVO Women's Tour (WWT): Chloe Hosking
9e etappe Giro Rosa (WWT): Marta Bastianelli
2e etappe Ladies Tour of Norway (WWT): Chloe Hosking
6e etappe Boels Ladies Tour (WWT): Janneke Ensing
3e etappe Women's Tour Down Under: Chloe Hosking
Bergklassement: Janneke Ensing
Puntenklassement: Chloe Hosking
Drentse 8 van Westerveld: Chloe Hosking
GP della Liberazione: Marta Bastianelli
GP Beghelli: Marta Bastianelli
1e etappe Emakumeen Bira: Marta Bastianelli
1e etappe Giro della Toscana: Janneke Ensing
2018
 Litouws kampioen tijdrijden: Daiva Tušlaitė
4e etappe Women's Tour Down Under: Chloe Hosking
Cadel Evans Great Ocean Road Race: Chloe Hosking
2e etappe Ronde van Valencia: Marta Bastianelli
Le Samyn des Dames: Janneke Ensing
Gent-Wevelgem (WWT): Marta Bastianelli
Grand Prix de Dottignies: Marta Bastianelli
Brabantse Pijl: Marta Bastianelli
Trofee Maarten Wynants: Marta Bastianelli
3e etappe BeNe Ladies Tour: Marta Bastianelli
Eindklassement Giro della Toscana: Soraya Paladin
1e etappe: Marta Bastianelli
2e etappe: Soraya Paladin
2019
4e etappe Women's Tour Down Under: Chloe Hosking
Bergklassement: Nadia Quagliotto
1e etappe Herald Sun Tour: Chloe Hosking
1e etappe Ronde van Burgos: Karlijn Swinkels
2e etappe Ronde van Burgos: Soraya Paladin
2e etappe A BeNe Ladies Tour: Jelena Erić
1e etappe Giro della Toscana: Chloe Hosking
2e etappe Giro della Toscana: Soraya Paladin
Bergklassement : Soraya Paladin
2e etappe Madrid Challenge (WWT): Chloe Hosking
Eind- en bergklassement Giro delle Marche: Soraya Paladin
3e etappe: Soraya Paladin
Ronde van Guangxi (WWT): Chloe Hosking
2020
 Spaans kampioen tijdrijden: Margarita Victoria García
 Spaans kampioen op de weg: Margarita Victoria García
 Sloveens kampioen tijdrijden: Urška Žigart
 Sloveens kampioen op de weg: Urša Pintar
 Thais kampioen op de weg: Jutatip Maneephan
Vuelta Comunidat Valenciana: Marta Bastianelli
1e en 2e etappe Tour de l'Ardèche: Margarita Victoria García
2021
2e etappe Ronde van Burgos: Anastasia Chursina
2e etappe Ronde van Zwitserland: Marta Bastianelli
 Sloveens kampioen tijdrijden: Eugenia Bujak
 Spaans kampioen tijdrijden: Margarita Victoria García
 Spaans kampioen op de weg: Margarita Victoria García
 Zwitsers kampioen tijdrijden: Marlen Reusser
 Zwitsers kampioen wegwedstrijd: Marlen Reusser
2022, 2023
Zie UAE Team ADQ/2022 en UAE Team ADQ/2023
2011 · 2012 · 2013 · 2014 · 2015 · 2016 · 2017 · 2018 · 2019 · 2020 · 2021 · 2022 · 2023 · 2024 · 2025
Baccaille · Bastianelli · Blindyuk · Callovi · Cooke · Galassi · Gobbo · Guderzo · Hohl · Luperini · Tagliaferro
Baccaille · Bastianelli · Borchi · Carretta · Cecchini · Guderzo · Jasińska · Pironato · Tagliaferro · Tomasini · Valentini · Zorzi
Antoshina · Baccaille · Carretta · Grifi · Guderzo · Jasińska · Kapusta-Szydlak · Pavin · Saarelainen · Scandolara · Stricker · Tagliaferro
Baccaille · Berlato · Bonomi · Carretta · Guarischi · Guderzo · Jasińska · Olds · Pavin · Ryan · Santesteban · Tagliaferro
Algisi · Bartelloni · Berlato · Cauz · Confalonieri · Cucinotta · Faure · Fernandes · Fidanza · Frapporti · Jasińska · Muccioli · Olds · Oliveira · Rossato · Tagliaferro
Alzini · Bastianelli · Cauz · Cucinotta · Fahlin · Jasińska · Muccioli · Rossato · Santesteban · Skerritt · Tagliaferro · Trevisi
Alzini · Bastianelli · Ensing · Hosking · Kasper · Paladin · Santesteban · Stefani · Taylor · Trevisi · Tušlaitė · Vekemans
Bastianelli · Ensing · Frometa Leonard · Hagiwara · Hosking · Kasper · Knetemann · Paladin · Santesteban · Stefani · Swinkels · Trevisi · Tušlaitė · Vekemans
Bariani · Erić · Hosking · Kasper · Quagliotto · Paladin · Peñuela · Raimondi · Swinkels · Trevisi · Van 't Geloof · Yonamine
Bastianelli · Boogaard · Bravec · Bujak · Chursina · García · Guderzo · Maneephan · Pintar · Trevisi · Yonamine · Žigart
al Sayegh · Amialiusik · Bertizzolo · Bujak · Carbonari · Consonni · Gasparrini · Gillespie (vanaf 9/6) · Harvey · Holden · Ivanchenko · Kumięga · Magnaldi · Neumanová · Persico · Swinkels · Włodarczyk
al Sayegh · Amialiusik · Bäckstedt · Bertizzolo · Blasi (vanaf 14/5) · Chapman · Gasparrini · Gillespie · Holden · Ivanchenko · Longo Borghini · Magnaldi · Marturano · Neumanová · Persico · van Rooijen · Squiban · Swinkels · Włodarczyk